# بوا هانكوك
بوا هانكوك شخصية من شخصيات الأنمي والمانغا اليابانية ون بيس من تأليف إييتشيرو أودا. المعروفة بلقب "هيبي هيمي (أميرة الأفاعي)، هي إمبراطورة جزيرة "أمازون ليلي" وقائدة قراصنة الكوجا. تُعد من أجمل النساء في عالم "ون بيس"، وتمتلك فاكهة الشيطان "ميرو ميرو نو مي"، التي تمنحها القدرة على تحويل الأشخاص إلى حجر بشرط أن يكون لديهم مشاعر إعجاب تجاهها. يمكنها أيضًا دمج فاكهتها مع الهاكي، مما يزيد من قوتها في القتال.
هانكوك تُجيد استخدام الهاوشوكو هاكي، وهو نوع نادر من الهاكي يمتلكه واحد من كل مليون شخص. كانت واحدة من التشيبوكاي السبعة، إذ انضمت لحماية جزيرتها من القراصنة والبحرية، رغم كرهها لحكومة العالم. ومع ذلك، تم حل نظام التشيبوكاي خلال مؤتمر الريفيري بسبب فساد أغلب أعضائه.
بعد إلغاء التشيبوكاي، ارتفعت مكافأة هانكوك إلى 1.659 مليار بيلي، لتصبح صاحبة ثاني أعلى مكافأة بين الإناث بعد البيغ مام، مما يعكس اعتراف حكومة العالم بقوتها. ورد ذلك في الفصل 1059 من المانجا

## جزء من ماضيها
عندما كانت هانكوك في الثانية عشرة من عمرها، اختطفها تجار العبيد مع شقيقتيها أثناء ترحالهم مع قراصنة الكوجا، وباعوهن إلى التنانين السماوية في أرخبيل شبوندي. كان أول رجل تراه هانكوك في حياتها هو ذاته من قام ببيعها، مما سبب لها صدمة وخوفًا شديدين.
عاشت أربع سنوات من العبودية القاسية حتى جاء البرمائي فيشر تايغر، قائد قراصنة الشمس، الذي اقتحم الماريجوا بيديه العاريتين وحرر جميع العبيد، بمن فيهم هانكوك وأخواتها، مما مكنهن من الهرب والعودة إلى أمازون ليلي.
قبل عودتهن، خُدعت هانكوك وأخواتها بتناول فواكه الشيطان لأغراض ترفيهية، مما جعل الجميع يعتقد أنهن حصلن على قوى بسبب "لعنة جليان العين". لاحقًا، ساعدت هانكوك لوفي خلال حرب المارين فورد، مما عزز علاقتها به.